# Theodor Boveri
Theodor Heinrich Boveri (phát âm IPA: /ˈθiədər ˈhaɪnrɪk boʊˈvɛri/, thường phiên âm tiếng Việt: Thê-ô-đo Bô-vê-ri) là nhà tế bào học người Đức, cùng với Walter Sutton đã xây dựng học thuyết di truyền nhiễm sắc thể. Học thuyết này thuộc lĩnh vực Di truyền học, nên người ta cũng gọi ông là nhà di truyền học.

## Tiểu sử và gia đình
Theodor Heinrich Boveri sinh ngày 12 tháng 10 năm 1862, trong một gia đình trung lưu ở Bamberg, Bavaria thuộc Đức. Tên ông thường được gọi tắt – theo người Đức – là Theodor trùng với cha của ông là một bác sĩ có họ tên đầy đủ là Johann Eugen Theodor; còn mẹ ông là Antonie Boveri.
- Do gia đình có nhiều con nhỏ, công việc kiếm được từ nghề bác sĩ lại thất thường, nên ông bà Boveri phải bán dần tài sản thừa kế. Bởi thế, trong thời niên thiếu của 4 anh em nhà Boveri, chỉ có con trai cả Albert được chăm sóc, học hành đầy đủ hơn cả, còn Theodor, Walter và con trai út Robert vất vả hơn.

Mãi sau này, người con thứ ba là Walter (1865-1914) chuyển đến Thụy Sĩ, trở thành kĩ sư máy móc, thành công trong kinh doanh ở đây, và là một doanh nhân có tiếng, là đồng sáng lập công ty Brown-Boveri & Cie (viết tắt là BBC) vào năm 1891. BBC nổi tiếng thế giới về thiết bị công nghiệp, tồn tại và phát triển gần 100 năm cho đến năm 1988 mới sáp nhập với công ty ASEA của Thụy Điển, tạo nên tập đoàn đa quốc gia Asea Brown Boveri gọi tắt là Tập đoàn ABB. Người con út là Robert (1873-1934) sau cũng chuyển về làm giám đốc của một công t y BBC vệ tinh của người anh.

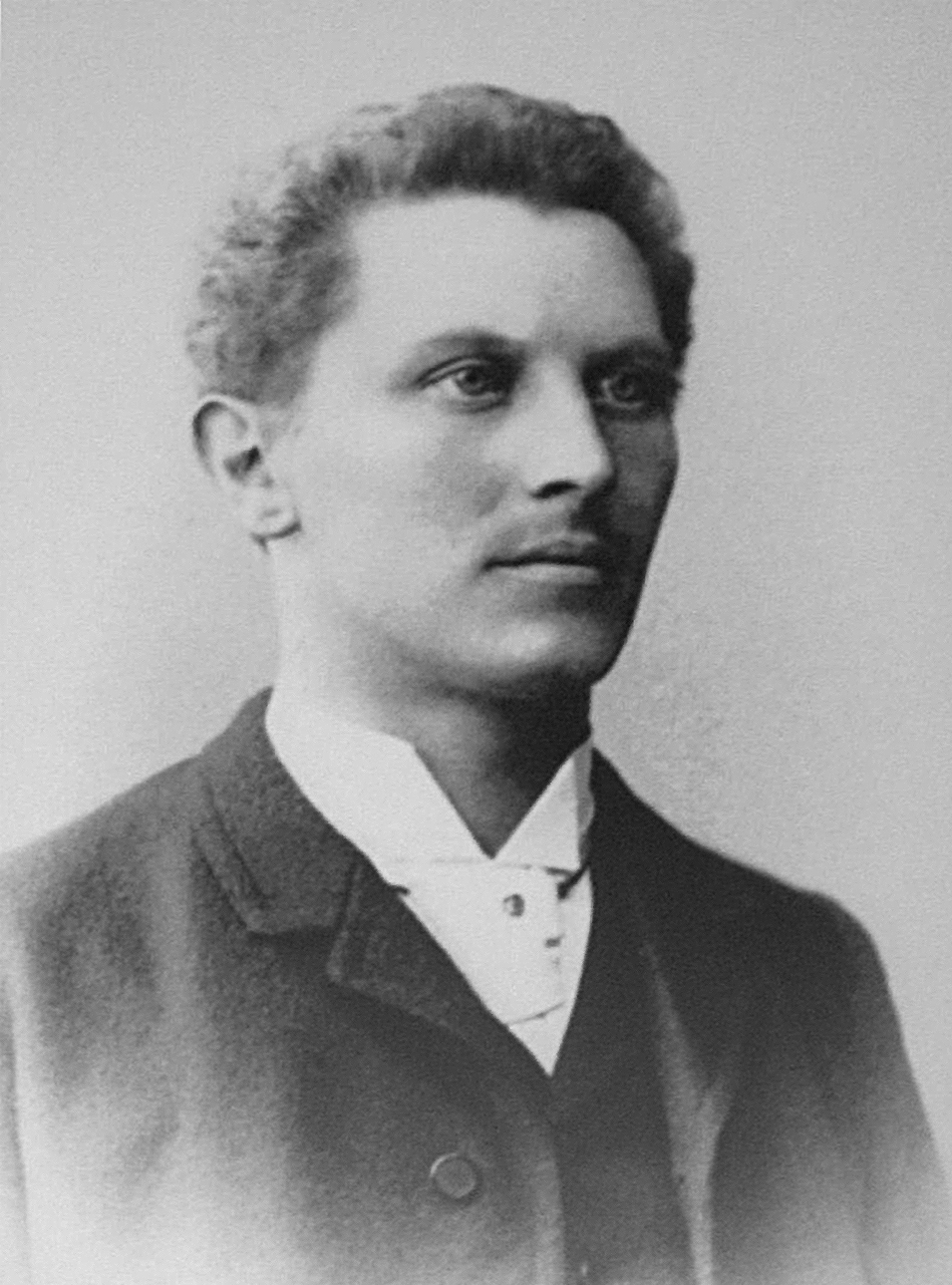
Walter Boveri (em trai Theodor) - năm 1900

- Thời niên thiếu, Theodor có xu hướng thích văn học nghệ thuật, nên tốt nghiệp trung học xong đã ghi tên học về khoa học xã hội. Tuy nhiên đến năm 1881 (lúc 19 tuổi), thì Theodor lại chuyển sang học Sinh học và Giải phẫu học ở Đại học Munich. Ở đây, năm 1885 ông nhận bằng tiến sĩ về Tế bào học (cytology) sau khi bảo vệ thành công luận án "Nghiên cứu về dây thần kinh" (Beiträge zur Kenntnis der Nervenfasern), được giám sát bởi nhà giải phẫu học nổi tiếng thời đó là Carl von Kupffer.[3] Bằng cấp cao này đã cho phép anh ta được nhận học bổng để thực hiện nghiên cứu của mình trong phòng thí nghiệm danh tiếng của Richard Hertwig, thuộc khoa động vật học của trường đại học Munich.
- Năm 1893, Theodor được bổ nhiệm làm Giáo sư Động vật học và Giải phẫu học so sánh tại Đại học Würzburg và làm việc ở đó đến cuối đời. Ông mất ngày 15 tháng 10 năm 1915, thọ 53 tuổi.[4]
- Theodor đã kết hôn với bà Marcella O'Grady là nhà sinh vật học người Mỹ. Bà sinh ngày 7 tháng 10 năm 1863, cùng sống ở Đức với gia đình vqf mất ngày 24 tháng 10 năm 1950.[5] Con gái của họ là Margret Antonie Boveri (1900 - 1975) nổi tiếng là một trong những nhà báo kiêm nhà văn nổi bật nhất của Đức giai đoạn sau Chiến tranh thế giới thứ hai.[6]

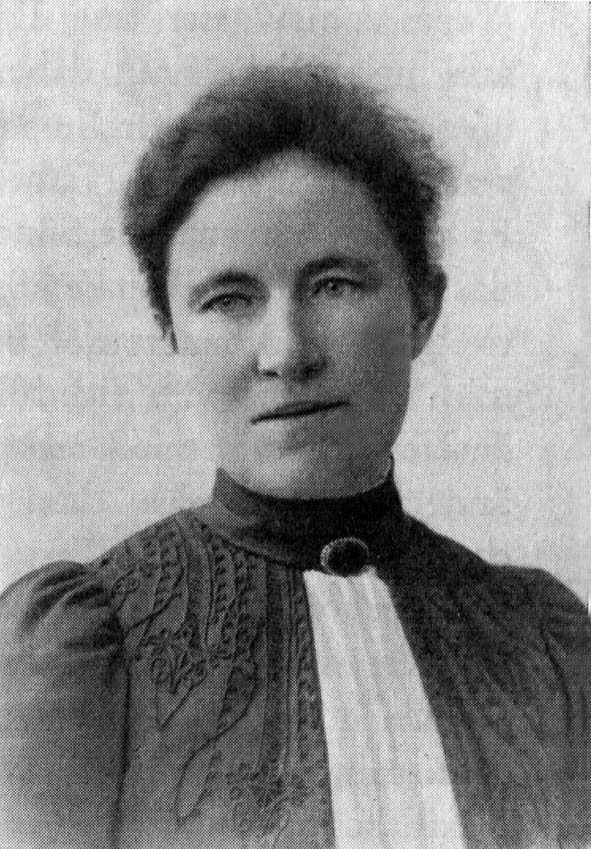
Marcella O'Grady Boveri (vợ Theodor) - năm 1897.

## Sự nghiệp và cống hiến
- Khi nghiên cứu quá trình phát triển cá thể của Ascaris megalocephala là loài giun tròn kí sinh trong ruột ngựa, kể từ sự phát sinh giao tử, rồi thụ tinh đến sự hình thành và phát triển hợp tử, Theodor đã nhận thấy rằng các tế bào trứng có số lượng nhiễm sắc thể bị giảm đi một nửa so với tế bào bình thường (tức là tế bào xôma ta gọi bây giờ) của nó. Bởi thế ông được xem là một trong những người đầu tiên cung cấp bằng chứng về quá trình giảm phân (meiosis); mặc dù cơ chế giảm phân được xem là mô tả chính thức bởi W. Flemming và E. van Benden vào năm 1887.[7]
- Khoảng cuối những năm 1880 và những năm đầu 1890, Theodor có những phát hiện quan trọng nhất: Khi nghiên cứu phát triển cá thể của một loài Cầu gai (tức nhím biển thuộc lớp Echinoidea), ông đã ghi nhận sự phát triển của hợp tử loài này trong 3 trường hợp: không thụ tinh, thụ tinh bình thường và thụ tinh bởi hai tinh trùng. Theo dõi "số phận" của ba loại hợp tử này, ông kết luận rằng:

1. Nhân tinh trùng và nhân trứng (giao tử cái) có số lượng nhiễm sắc thể như nhau, nghĩa là mỗi loại giao tử đều chứa các "nhân tố Mendel" bằng nhau.
2. Số lượng nhiễm sắc thể ở mỗi giao tử (tinh trùng và trứng) chỉ bằng một nửa của tế bào bình thường (tế bào xôma) giống như ở giun tròn ông đã nghiên cứu.
3. Hợp tử nào có một tập hợp đủ cả hai (bây giờ ta gọi là 2n tức bộ nhiễm sắc thể lưỡng bội), thì có sự phát triển bình thường. Ấu trùng nhím biển nào có nhiều hơn (tức là 3n như ta gọi hiện nay) hoặc ít hơn (tức đơn bội) thì phát triển bất thường.

- Kết luận thứ ba của Theodor đã chứng minh giả thuyết của nhà tế bào học người Bỉ thời đó là Edouard van Beneden - rằng trứng và tinh trùng đóng góp số lượng nhiễm sắc thể bằng nhau cho hợp tử là tế bào mới, được tạo ra từ thụ tinh.
- Bởi thế, khi các quy luật của Mendel được khám phá lại vào năm 1900, Boveri đã nhận ra mối tương quan khăng khít giữa các "nhân tố Mendel" (nay ta gọi là gen) với nhiễm sắc thể và sự biểu hiện ra bên ngoài (mà nay ta gọi là kiểu hình). Từ đó ông cho rằng các "nhân tố Mendel" phải ở trong nhiễm sắc thể - đặt nền móng cho lý thuyết mà sau này gọi là học thuyết di truyền qua nhiễm sắc thể, cũng gọi là di truyền qua nhân (xem thêm ở trang Di truyền ngoài nhiễm sắc thể). Đó là năm 1902.
- Sau đó ít lâu, khi nghiên cứu sự phân bào của tế bào động vật, ông đã đề xuất thuật ngữ centrosome (trung thể) để chỉ một cấu trúc đã được phát hiện và khẳng định nó vai trò không thể thiếu trong quá trình phân chia tế bào. Ông cũng chứng minh rằng mỗi nhiễm sắc thể "chịu trách nhiệm" (quy định) cho các đặc điểm di truyền đặc trưng (tính trạng). Ông còn nêu ra tầm quan trọng của tế bào chất đối với nhiễm sắc thể - điều mà ngày nay ta gọi là "tương tác giữa hệ gen ở nhân với hệ gen tế bào chất".
- Ông còn đề xuất một giả thuyết cho rằng một khối u (ung thư) thường bắt đầu từ một tế bào mà hoạt động của các nhiễm sắc thể của tế bào đó khiến cho các tế bào phân chia không kiểm soát được. Ông giả định: nhân tố gây ung thư là bức xạ vật lý, chất hóa học hoặc do các "mầm bệnh vi mô".[8]
Trong số nhiều cống hiến như thế, cống hiến lớn nhất của Theodor là tư tưởng: sự di truyền thực hiện qua nhiễm sắc thể. Sau này, các nhà nghiên cứu khác trong đó có Thomas Hunt Morgan vào năm 1915 đã chứng minh rằng Boveri đã đúng (xem thêm ở trang Thuyết di truyền nhiễm sắc thể). Vì thế Theodor Heinrich Boveri được giới khoa học suy tôn là người sáng lập học thuyết di truyền nhiễm sắc thể.[9]